# Ian Frazer
Ian Hector Frazer AC (ur. 6 stycznia 1953 w Glasgow) – australijski immunolog, jeden ze twórców szczepionki przeciw wirusowi brodawczaka ludzkiego.
Za jego osiągnięcia naukowa w 2006 został przyznany mu tytuł Australijczyka Roku, w 2012 otrzymał tytuł Australian Living Treasure („żyjącego skarbu narodowego”) oraz najwyższe australijskie odznaczenie cywilne Companion of the Order of Australia (AC).